# مردان ایکس ۹۷
مردان ایکس ۹۷ (به انگلیسی: X-Men '97) یک مجموعه پویانمایی تلویزیونی آمریکایی است که توسط بو دمیو برای سرویس استریم دیزنی+ بر اساس تیم ابرقهرمانی مارول کامیکس ساخته شده است. این احیای سریال انیمیشن مردان ایکس (۱۹۹۲–۱۹۹۷) است که از جایی که سریال به پایان می‌رسد ادامه می‌یابد. این سریال مردان ایکس را به تصویر می‌کشد که پس از از دست دادن رهبر خود، پروفسور ایکس، با چالش‌های جدید خطرناکی روبرو می‌شوند. مردان ایکس ۹۷ توسط انیمیشن مارول استودیو تولید می‌شود که دمیو در دو فصل اول به عنوان نویسنده اصلی و جیک کاستورنا به عنوان کارگردان پویانمایی فعالیت می‌کند.
چند تن از بازیگران از سری اصلی بازگشته اند تا نقش‌های خود را دوباره بازی کنند یا صداپیشگی شخصیت‌های جدید را برعهده گیرند، از جمله کال داد، لنور زان، جورج بوزا، کاترین دیشر، کریس پاتر، آلیسون سیلی اسمیت، آدریان هاف، کریستوفر بریتون، آلیسون کورت، لارنس بین، و ران روبین. احیای سریال اولین بار در ژوئن ۲۰۱۹ مورد بحث قرار گرفت و به‌طور رسمی در نوامبر ۲۰۲۱ اعلام شد. دمیو و کاستورنا تا آن زمان درگیر برنامه‌ریزی بودند. چیس کانلی و امی یونامورا نیز قسمت‌هایی را کارگردانی کردند. دمیو پس از اتمام کار بر روی دو فصل اول سریال در مارس ۲۰۲۴ قبل از پخش سریال، از سمت نویسنده اخراج شد. این سریال اولین پروژه مردان ایکس از مارول استودیو از زمانی است که استودیو حقوق فیلم و تلویزیون را برای شخصیت‌ها به دست آورده است. انیمیشن توسط استودیو میر ارائه شده است و نسخه مدرنیزه شده از سبک سری اصلی است.
مردان ایکس ۹۷ دو قسمت اول خود را در ۲۰ مارس ۲۰۲۴ به نمایش گذاشت و مورد تحسین منتقدان قرار گرفت و باقیمانده فصل اول ده قسمتی به صورت هفتگی تا ۱۵ مه منتشر می‌شوند. فصل دوم و سوم در حال ساخت هستند.

## زمینه داستانی
یک سال پس از وقایع سریال مردان ایکس (۱۹۹۲–۱۹۹۷)، مردان ایکس پس از از دست دادن رهبر خود پروفسور چارلز فرانسیس اگزاویر با چالش‌های جدید خطرناکی روبرو می‌شوند.

## انتشار
مردان ایکس ۹۷ با دو قسمت اول در ۲۰ مارس ۲۰۲۴ در دیزنی پلاس به نمایش درآمد. باقیمانده فصل اول ده قسمتی تا ۱۵ مه به صورت هفتگی منتشر می‌شود. نمایش افتتاحیه سریال در هالیوود، لس آنجلس، در ۱۳ مارس ۲۰۲۴، برای سه قسمت اول برگزار شد. این فصل در ابتدا قرار بود در اواخر سال ۲۰۲۳ منتشر شود.

## بازخورد

### بینندگان
دیزنی پلاس در ۲۵ مارس ۲۰۲۴ فاش کرد که سریال در پنج روز اول اکرانش ۴ میلیون بازدید در سراسر جهان داشته است. این دومین پربیننده‌ترین پخش فصل اول برای یک سریال انیمیشنی در این سرویس بود، که پس از فصل اول چه می‌شود اگر… ؟ در سال ۲۰۲۱ قرار گرفت. طبق جمع‌آوری جریان جاست واچ، این پنجمین سریال تلویزیونی پربیننده در تمام پلتفرم‌های ایالات متحده در هفته ۱۸ تا ۲۴ مارس ۲۰۲۴ بوده است.

### منتقدان
راتن تومیتوز، یک وبسایت بازبینی جمعی، گزارش داده است که منتقدان این مجموعه را «بهترین نسخه مارول در چند سال اخیر» خوانده‌اند و «سبک انیمیشن دوبعدی نوستالژیک، نوشتن هوشمندانه و سکانس‌های اکشن جذاب آن» را ستایش کرده‌اند. در این وبسایت ۹۸ درصد از ۵۴ بررسی مثبت هستند، و اجماع آن اینطور نوشته است: «با انجام یک شاهکار فوق‌العاده و وفادار ماندن به سلف محبوب خود در حالی که مسیری رو به جلو را برای فرنچایز ترسیم می‌کند، مردان ایکس ۹۷ بسیار عالی است.» وبسایت متاکریتیک، که از میانگین وزنی استفاده می‌کند، بر اساس نظر ۱۴ منتقد، به فصل اول امتیاز ۸۲ از ۱۰۰ را اختصاص داده است که نشان دهنده «تحسین جهانی» است.